# شاهزاده آرتور کانات
شاهزاده آرتور کانات (انگلیسی: Prince Arthur of Connaught; ۱۳ ژانویهٔ ۱۸۸۳ – ۱۲ سپتامبر ۱۹۳۸) نظامی و سیاستمدار اهل بریتانیا بود. وی همچنین برندهٔ جوایزی همچون نشان بند جوراب شده‌است.